# Sông Tungabhadra
Sông Tungabhadra là một dòng sông ở Ấn Độ bắt đầu và chảy qua bang Karnataka trong suốt chiều dài của nó, trước khi chảy dọc biên giới giữa Karnataka và Andhra Pradesh và cuối cùng nối với sông Krishna dọc theo biên giới Andhra Pradesh và Telangana. Trong sử thi Ramayana, sông Tungabhadra được biết đến với cái tên Pampa.

## Dòng chảy

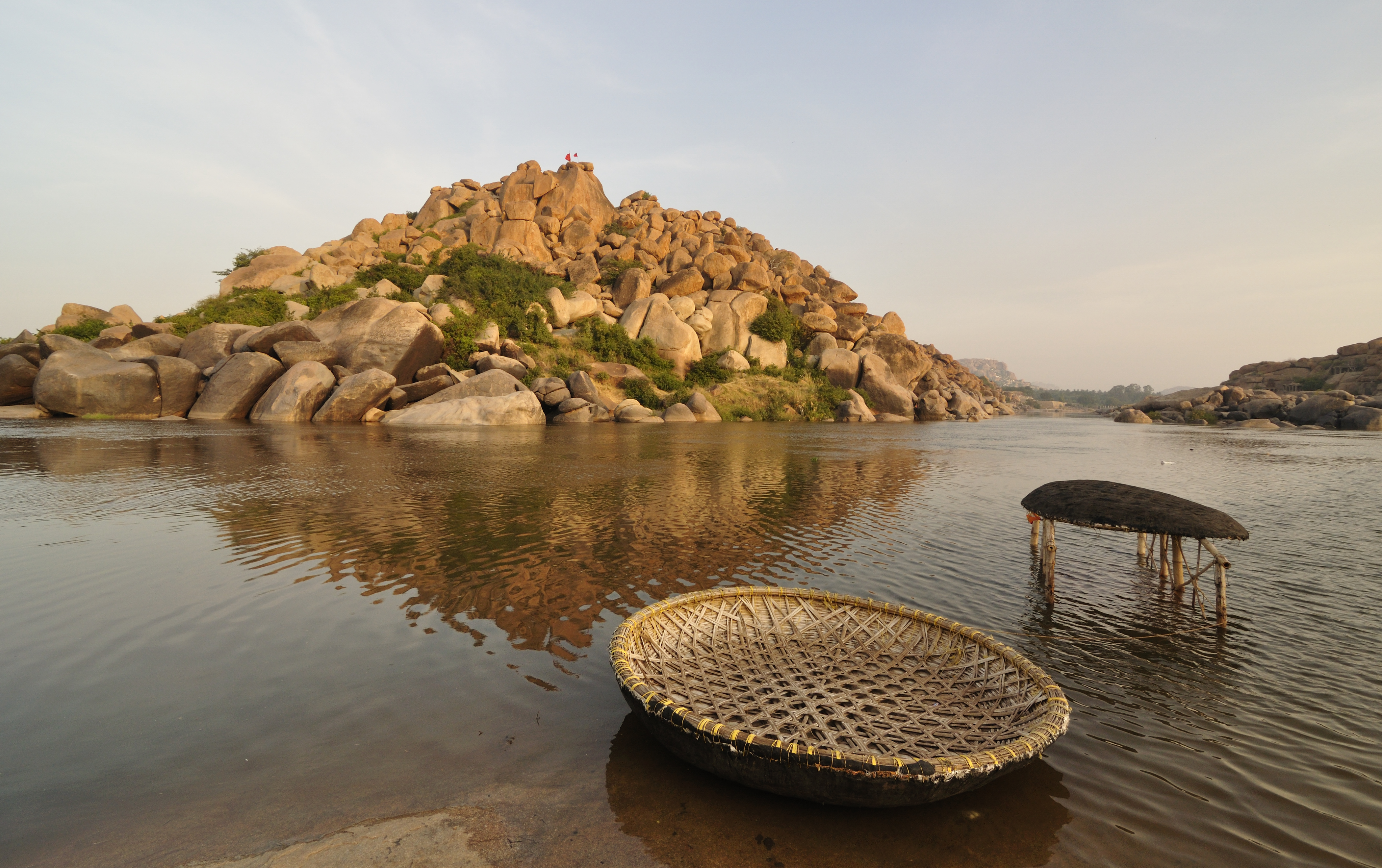
Hai chiếc thuyền thúng. Những chiếc thuyền này rất ổn định và có thể mang theo 10-15 người một cách dễ dàng. Điều hướng không phải là khó khăn nhưng nó đòi hỏi kỹ năng đặc biệt là khi đi ngược dòng. Là một phần của lối sống địa phương ở Hampi, Karnataka và là một đặc điểm thu hút khách du lịch

Sông Tungabhadra được hình thành bởi sự hợp lưu của sông Tunga và sông Bhadra ở Koodli chảy xuống sườn phía đông của Tây Ghats ở bang Karnataka. Hai con sông bắt nguồn từ huyện Chikmagalur của Karnataka cùng với sông Nethravathi (phía tây- Chảy nước sông, đổ vào biển Ả Rập gần Mangalore), Tunga và Bhadra bắt nguồn ở Gangamoola, trong Varaha Parvatha ở Tây Ghats ở độ cao 1198 mét. Sông Bhadra chảy qua thành phố công nghiệp Bhadravathi. Hơn 100 chi lưu, suối, lạch, ngòi và tương tự góp phần vào hai con sông. Dòng chảy của Tunga và Bhadra là 147 km (91 dặm) và 171 km (106 dặm) một cách tương ứng, cho đến khi chúng gặp nhau tại Koodli, ở độ cao khoảng 610 mét gần Holehonnur, cách Shivamogga 15 km (9,3 dặm). Đó là hợp lưu của cả haiithitha và Adwaitha. Từ đó, Tungabhadra uốn lượn qua vùng đồng bằng đến 531 km (330 dặm) và đi kèm với Krishna ở Gondimalla, gần Alampur nổi tiếng ở Quận Mahaboobnagar của Telangana. Varada chảy qua các huyện Shimoga, Uttara Kannada và Haveri và Hagari ở Chitradurga, huyện Bellary, huyện Koppal và các quận Raichur ở Karnataka và quận Handri ở quận Kurnool của A.P là những chi lưu chính của Tungabhadra. Nhiều suối và suối tham gia các chi lưu này.

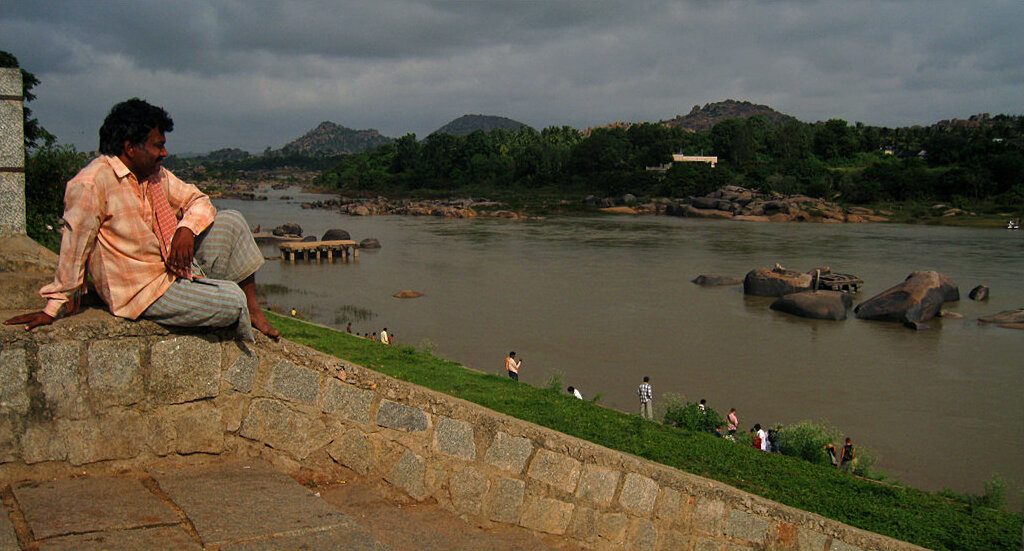
Ngắm dòng sông, ở Hampi

Có rất nhiều nơi thờ thiếng liêng hai bên các dòng sông: chủ yếu là các đền thờ của Saiva Cult trên bờ của Bhadra và tất cả các giáo phái trên bờ của Tunga. Sringeri, Sarada Petham được thành lập bởi Adi Shankaracharya là một trong những người nổi tiếng nhất ở bờ trái của Tunga, khoảng 50 km (31 dặm) phía dưới nguồn gốc của nó. Manthralayam Sree Raghavendra Swamy Muth ở quận Kurnool và Alampur thuộc quận Mahaboobnagar, Jogulamba là vị thần chủ trì, được gọi là Dakshina Kashi là những trung tâm hành hương quan trọng khác. Có một cụm các ngôi đền Nava Brahma được xây dựng bởi Chalukyas thời kỳ đầu.